# Visokokrilnik
Visokokrilnik (tudi visokokrilec) je konfiguracija letala, pri kateri zgornja površina kril ali celotna krila segajo nad trup letala. Je priljubljena zasnova letal, predvsem pri manjših, športnih letalih.

## Prednosti visokokrilcev
- Zaščita pred soncem in dežjem pri vstopanju ali izstopanju iz letala
- Boljša vidljivost navzdol
- Večja varnost pristanka na neravne oz. terene z ovirami zaradi večje razdalje kril od tal
- Večja stabilnost letala okrog vzdolžne osi zaradi težišča nižje od centra potiska (prijemališča sile vzgona)
- Krajša pristajalna razdalja zaradi zmanjšanega talnega učinka
- Težnost omogoča dovod goriva iz krilnih rezervoarjev v motor tudi brez gorivne črpalke

## Slabosti visokokrilcev
- Mnogi visokokrilci zahtevajo pritrditev kril z opornicami, ki predstavljajo dodaten vir zračnega upora
- Več napora pri točenju goriva
- Slaba vidljivost navzgor in na notranjo stran zavoja